# Pierre Béchu
Pour les articles homonymes, voir Béchu.
Pierre Béchu est un danseur sur glace français, né à Bron le 10 mars 1959 et mort accidentellement le 24 août 1988. Il est quintuple champion de France de la discipline de 1980 à 1984 avec sa partenaire Nathalie Hervé.

## Biographie

### Carrière sportive
Pierre Béchu a participé une fois aux championnats du monde junior en 1977 avec Catherine Le Bail. La saison suivante, il obtient la médaille de bronze des championnats de France.
À partir de la saison 1978/1979, il patine avec Nathalie Hervé avec qui il domine la danse sur glace française pendant cinq années consécutives en remportant le titre national de 1980 à 1984.
Ensemble, ils représenteront la France cinq fois aux championnats d'Europe, quatre championnats du monde et une aux Jeux olympiques. Leurs meilleurs résultats sont une 5e place européenne en 1983 à Dortmund et une 8e place mondiale en 1981 à Hartford.
Ils représentent également la France aux Jeux olympiques d'hiver de 1984 à Sarajevo. Ce sont les premiers danseurs sur glace français à participer aux jeux olympiques. Ils s'y classent 14e.
À la suite des jeux olympiques, ils décident de quitter le patinage amateur.

### Reconversion
Le couple décide de poursuivre sa carrière dans le monde du patinage en devenant entraîneurs. Ils commencent au Palais omnisports de Paris-Bercy dans la capitale, puis à la patinoire de Viry-Châtillon à partir de 1986. Ils transforment l'Olympic Club de Danse de Viry en un des plus actifs de la région parisienne.
L'année suivante, ils ont une petite fille prénommée Johanna. Mais le 24 août 1988, un accident de voiture va tout bouleverser. Ils heurtent de plein fouet un autre véhicule. Pierre Béchu et sa fille Johanna meurent dans l'accident, alors que Nathalie Hervé n'est que blessée. Il est enterré le 30 août au cimetière de Viry-Châtillon (Essonne), en présence de l'ancien ministre des sports Alain Calmat et du président de la FFSG Jean Ferrand.

## Palmarès
Avec 2 partenaires:
- Catherine Le Bail (2 saisons : 1976-1978)
- Nathalie Hervé (6 saisons : 1978-1984)

| Compétition                         | 1977    | 1978    |  | 1979    | 1980    | 1981    | 1982    | 1983    | 1984    |  |  |  |  |  |
| Jeux olympiques d'hiver             |         |         |  |         |         |         |         |         | 14e     |  |  |  |  |  |
| Championnats du monde               |         |         |  |         | 12e     | 8e      | 11e     | A       | F       |  |  |  |  |  |
| Championnats d’Europe               |         |         |  |         | 11e     | 6e      | 6e      | 5e      | 8e      |  |  |  |  |  |
| Championnats de France              |         | 3e      |  | 2e      | 1er     | 1er     | 1er     | 1er     | 1er     |  |  |  |  |  |
| Championnats du monde juniors       | 5e      |         |  |         |         |         |         |         |         |  |  |  |  |  |
|                                     |         |         |  |         |         |         |         |         |         |  |  |  |  |  |
| Autres Compétitions                 | 1976/77 | 1977/78 |  | 1978/79 | 1979/80 | 1980/81 | 1981/82 | 1982/83 | 1983/84 |  |  |  |  |  |
| Skate America                       |         |         |  |         | 11e     |         | 5e      |         | 5e      |  |  |  |  |  |
| Skate Canada                        |         |         |  |         |         | 8e      |         |         |         |  |  |  |  |  |
| Légende : F = Forfait ; A = Abandon |         |         |  |         |         |         |         |         |         |  |  |  |  |  |